# Heinrich Otto von Gersdorff
Heinrich Otto von Gersdorff (* vor 1564; † 1617) war Landsyndikus und Landrichter der Niederlausitz und Besitzer der Pfandherrschaft Dobrilugk.

## Leben
Er war ein Sohn von Heinrich von Gersdorff, kurfürstlich-sächsischer Rat und Oberhauptmann des Erzgebirgischen Kreises. Heinrich Otto war Besitzer von Buchwäldchen und dem Vorwerk Kleinhof, wo er 1564 Kaiser Maximilian II. auf dessen Rückreise von der Huldigung in Lübben beherbergte. 1589 erhielt er die Pfandherrschaft Dobrilugk nach seinem Bruder Rudolf, der das Schloss erheblich beschädigt hatte.
1598 wurde Heinrich Otto erstmals als Landsyndikus der Niederlausitz erwähnt, in dessen Funktion er in den folgenden Jahren an den meisten Versammlungen der niederlausitzischen Stände teilnahm und auch zu böhmischen Generallandtagen nach Prag fuhr. 1602 löste Kaiser Rudolf II. die Pfandherrschaft Dobrilugk wieder ein. 1612 wurde Heinrich Otto von Gersdorff auch Landrichter der Niederlausitz, was zu Protesten einiger Vertreter der Stände führte, die die Ämterhäufung kritisierten. 1617 starb er.

## Gemälde
Der Besuch von Kaiser Maximilian II. bei Heinrich Otto von Gersdorff in Kleinhof wurde 1663 auf einem Ölgemälde dargestellt. Dieses befindet sich im Fürstengestühl der Kirche von Kirchhain. Einige Details, zum Beispiel des Vorwerks Kleinhof, sind wahrscheinlich übertrieben dargestellt.